# З точки зору нічного вахтера
З точки зору нічного вахтера (пол. Z punktu widzenia nocnego portiera) — короткометражний документальний фільм режисера Кшиштофа Кєшльовського 1977 року, в якому показано образ заводського сторожа, людини з фанатичним ставленням до дисципліни. За задумом режисера, фільм мав показати те, як комуністичний лад може сформувати з обивателя безкомпромісну і повністю слухняну особистість, яка сліпо йтиме до визначеної ідеологією мети.

## Сюжет фільму
Фільм базується на монолозі охоронця заводу Маріана Осуха (Marian Osuch), який розповідає про своє життя. Нічний вахтер любить контролювати людей. Довірену йому працю виконує ретельно, старанно перевіряє, що вносять і виносять з установи, пильнує, аби робітники згідно з правилами пробивали карти праці, є дріб'язковим фанатиком дисципліни. Любить дивитися вестерни, на камеру стверджує:

| Я більше люблю такі агресивні фільми, як б'ються, борються, і тоді воно смішно, бо я тоді… задоволений з цього. Оригінальний текст (пол.) Ja lubię więcej takie agresywne filmy, jak się biją, walczą, no wie pan, to jest wtedy śmieszne, bo ja się wtedy… jestem zadowolony z tego. |
Після роботи добровільно, за власною ініціативою, контролює рибалок, що ловлять рибу без рибальської карти, і школярів, що прогулюють заняття. Наслідком його дій стає конфіскація снастей, виклики на дисциплінарну комісію, переведення дітей до колоній для неповнолітніх. Однак герой фільму повністю переконаний у доречності та ефективності його діяльності.

| Ну той лист видаємо (…) і цю дитину відправляємо до такої колонії. І ця дитина з цього вчиться, і вона виходить з колонії, і вона ідеальна дитина. Оригінальний текст (пол.) No to pismo wydajem (…) i to dziecko umieszczamy do takiego poprawczaka. I to dziecko się naucza tym i ono z poprawczaka wychodzi i ono jest idealne dziecko. |
Вахтера також показано і в приватних ситуаціях. Купує собі німецьку вівчарку і безуспішно її дресує. В одній зі сцен показано момент, коли герой вчить сина-підлітка зав'язувати краватку. Хоча ставиться до нього з батьківською турботою, але сучасну молодь категорично критикує:

| Я також думаю, що може ця молодь має забагато свободи, ну просто-таки попущені віжки. (…) Мені це не подобається (…), що довге волосся носять, (…) штани (…) розширені чи вузькі, (…) вуса, бороди якісь, знаєте. Ну… бакенбарди, то факт, що я сам маю, (…) ну але це бакенбарди це ще не такі, можна сказати, щоб це була агресивна людина. То я таку людину ненавиджу, прошу пана. Оригінальний текст (пол.) Ja też tak sądzę, że może ta młodzież za dużo ma wolności, no po prostu za dużo ma popuszczone lejcy. (…) Mnie to się nie podobuje (…), że długie włosy noszą, (…) spodnie (…) rozszerzane czy wąskie, (…) wąsy, brody, jakieś wie pan tam. No… baki, no fakt, że ja sam noszę, (…) no ale to baki to jeszcze nie jest takie, można powiedzieć, żeby to był człowiek agresywny. To ja takiego człowieka nienawidzę, proszę pana. |
Підтримує панівний політичний лад, не розуміє громадян, незадоволених комуністичною владою. Вважає дисципліну найвищою цінністю:

| Правила важливіші за людину, тобто, коли людина не дотримується — пропадає, впадає в таке фактично багно і тоді, прошу пана, никне ця людина. І діти теж мусять дотримуватися цих правил, і дорослі люди, які живуть, прошу пана, на світі. Оригінальний текст (пол.) Regulamin jest ważniejszy jak człowiek, znaczy, jak się człowiek nie stosuje — przepada, wpada w takie po prostu bagno i wtedy, proszę pana, niknie ten człowiek. I dzieci się muszą też zastosować do tego regulaminu, i dorośli ludzie, którzy żyją, proszę pana, na świecie. |
Він є прихильником смертної кари і публічних страт для застороги іншим.

| Я думаю (…) за своїм розумом, що мусить бути ця смертна кара, (…) зробити такі (…) шибениці, такий суд зробити, і дати йому цю смертну кару, просто його повісити привселюдно, десятки, сотні людей би побачило. Оригінальний текст (пол.) Ja sądzę (...) według swojego rozumu, że musi być ta kara śmierci, (...) zrobić takie (...) szubienicę, taki sąd zrobić, i dać mu tę karę śmierci, powieścić go po prostu publicznie, dziesiątki, setki ludzi by zobaczyło. |
У фінальній сцені показано групу дітей, що прийшли до заводу на екскурсію. Вчителька, вказуючи на головного героя, запитує: «Як називається такий пан?» Малий хлопець відповідає: «Цей пан називається…» і не завершує речення, решта дітей мовчить.

## Процес створення фільму
Кєшльовський мав намір зняти стрічку про фанатичного охоронця ще до того, як зустрівся з головним героєм. Його надихнули нотатки іншого сторожа з подібними переконаннями, в поведінці та поглядах якого він відкрив тип так званої Нової Людини, безкомпромісного службовця, затурканого партійною пропагандою. На жаль, автор цього щоденника виявився особою, що не підходила до головної ролі у фільмі. Тому режисер почав пошуки постаті, яка підходила б до вже написаного сценарію. Маріан Осух був вибраний Кєшльовським серед багатьох інших кандидатів, бо не лише мав ментальність, подібну до сторожа-автора нотаток, а й добре пасував до кадру. Кєшльовський почав працю з ним від того, що записав його розповідь на магнітофонну плівку. Режисер не тільки пасивно фіксував діяльність свого героя, але також використовував постановки та провокації. Німецька вівчарка, яка з'являється в трьох сценах фільму, була куплена спеціально для зйомок. Підглядання за рибалками на березі теж було організоване Кєшльовським. В сцені вдаваної погоні за заводським злодієм герой на прохання режисера зіграв самого себе.
Фільм був записаний на кольорову кіноплівку ORWO шириною 35 міліметрів і завдовжки 463 метри.

## Прокат
Спершу вихід фільму затримала цензура. Прем'єра відбулась під час XIX Загальнопольського фестивалю короткометражних фільмів у Кракові в 1979 році; фільм був показаний і на інших кінофестивалях. Ніколи не потрапив у широкий кінопрокат. У 1980 розі режисер не дозволив телепоказу, оскільки боявся можливих проблем у героя. Широка публіка змогла побачити документальний фільм тільки після смерті Кєшльовського в 1996 році.

## Інтерпретація
Вихідним пунктом для режисера була не доля окремої людини, а певна ідея, яку він вирішив довести. Кєшльовський хотів показати, як тоталітарна система формує слабку особистість, перетворюючи її на безвольний інструмент. Маріан Осух став прикладом, на якому проілюстровано процес такої зміни. І тому, хоча фільм, базований на розповіді нічного сторожа, є об'єктивною презентацією постаті, проте використані режисером засоби художнього виразу свідомо формують негативний образ героя.
Оскільки спершу фільм був показаний для фестивальної аудиторії, перші рецензії на нього свідчать про розуміння глибшого послання фільму. Божена Яніцька у 1979 році написала:

| Проблему становить не цей нещасливець, який простодушно нам відкрився, що контролювання співгромадян є не лише його працею, але і особистою пристрастю та хобі. З його допомогою входимо в саму суть дискусії про те, якими методами можна ефективно досягати таких суспільних цілей, як лад, порядок, повага закону. Оригінальний текст (пол.) To nie ten nieszczęśnik, który zwierza się nam prostodusznie, że kontrolowanie współobywateli jest nie tylko jego zawodem, ale również osobistą pasją i hobby, stanowi problem. Za jego pośrednictwem wkraczamy w sam środek sporu o to, jakimi metodami można skutecznie osiągnąć takie cele społeczne jak ład, porządek, respektowanie prawa[5] |
Трохи по-іншому сприйняла цей же фільм міжнародна аудиторія. Після фестивалю в Ліллі Ginette Gerwalis написала, що документальний фільм Кєшльовського це:

| карикатурний образ маніяка дисципліни і правил, який гарантовано розвеселить багато глядачів. Оригінальний текст (пол.) karykaturalny obraz maniaka dyscypliny i regulaminu, który z pewnością rozbawi wielu widzów[6] |
Режисер не розкритикував свого героя напряму, однак, використовуючи його розповідь, скомпонував психологічний портрет особи, яка не відповідала загальноприйнятним моральним цінностям. Він підкреслив ті риси героя, які були важливі для прийнятої a priori тези. Дисонанс виникає між високою самооцінкою вахтера і відчуттями, які його розповідь викликає в інших. Ця відсутність гармонії підкреслюється музикою Войцеха Кілара, лагідне звучання якої контрастує з розповіддю Маріана Осуха, а також за допомогою використання при фільмуванні плівки марки Orwo, яка, на думку Кєшльовського, деформуючи кольори, підсилювала відчуття карикатурності показаного світу.
Головний герой своєю ментальністю може нагадувати глядачеві нацистських катів із концтаборів. Режисер, утримуючись від коментарів, підсовує глядачам такі асоціації в майже непомітних алюзіях. Назва його роботи відсилає до фільму Нічний портьє (1974) під режисурою Ліліани Кавані, в якому показано постать колишнього офіцера СС, котрий після війни влаштувався на роботу на посаду вахтера у віденському готелі. Герой фільму Кєшловського купує в притулку німецьку вівчарку — пса, що в уявленні багатьох сприймався як атрибут брутального функціонера чи нациста.
Часовий контекст у фільмі також має значення. Події відбуваються за кілька днів після вбивства службами безпеки опозиційного діяча Станіслава Пияса. У фільмі під час інструктажу охорони з'являється дата: 13 травня 1977 року. Безпосередньо перед цією сценою звучить розповідь головного героя:

| Така критика йде, прошу пана, що там можна наговорити на державу, (…) про це треба головою думати, що це не є, не повинно так бути, прошу пана. А ця хвиля критики, що він…. Мені це не подобається, прошу пана. Мені це не подобається, я б це взагалі хотів би знищити. Оригінальний текст (пол.) Takie to krytykowanie idzie, proszę pana, że tam można powiedzieć na państwo, (…) na to trzeba według swojego rozumu sądzić, że to nie jest, że nie powinno tak być, proszę pana. A ta fala krytyczna, że on… Mnie się to nie podobuje, proszę pana. To mnie się nie podobuje to, ja bym to w ogóle wolał zniszczyć to. |
Остання сцена, в якій на запитання вчительки «Як називається такий пан?» не лунає відповіді, є заохоченням для глядача до особистої рефлексії над показаною постаттю.
Хоча головний герой фільму зображений в негативному світлі, режисер не говорить про нього настільки однозначно. Кєшльовський в книзі «Про себе» (пол. O sobie) звертає увагу на те, що Маріан Осух щиро вірив в обґрунтованість та ефективність своєї діяльності. Він не був поганою людиною, але був сформований системою, в якій виховувався. Режисер критикував його позицію, але захищав особу. Він бачив в Маріанові Осухові людину, що загубилася у світі, яка не здатна самостійно визначити, де добро, а де зло, шукає підтримки і авторитетів. Режисер також усвідомлював, що його герой певною мірою вписався в роль, яку від нього очікували. Не прагнучи скривдити людину, яка щиро розповідала про себе перед камерою, аж до своєї смерті не погоджувався на телетрансляцію фільму. 1979 року Кєшльовський ще раз залучив Маріана Осуха до епізодичної ролі вахтера в своєму наступному фільмі Аматор.

## «З точки зору нічного вахтера на пенсії»
У 2006 році австрійський режисер Андреас Горват через роки знайшов Маріана Осуха. Результатом їх зустрічі став ще один документальний фільм під назвою «З точки зору нічного вахтера на пенсії» (Views of a Retired Night Porter). Януш Марґінський (пол. Janusz Margiński) написав про нього:

| Якщо Кєшльовський хотів у постаті нічного вахтера показати образ, спроєктований тоталітарною машиною, то Горват навпаки, отримавши натхнення від фільму Кєшльовського, прагнув побачити «справжню людину». Оригінальний текст (пол.) Jeśli Kieślowski chciał odsłonić w postaci nocnego portiera wizerunek zaprojektowany przez totalitarną machinę, to Horvath przeciwnie — zainspirowany filmem Kieslowskiego — starał się dotrzeć do «prawdziwego człowieka»[9]. |
Пан Маріан як 77-літній пенсіонер — самотній, трохи дезорієнтований вдівець, який живе досить скромно. Він ще раз розповідає на камеру про своє життя. Стають відомі факти, які суперечать образу людини, який показано у фільмі Кєшльовського. Герой зізнається, що в минулому сам неодноразово порушував правила, навіть був покараний за невідповідну до правил риболовлю. Продовжує вважати, що за кожну провину має бути суворе покарання. Пишається фільмом, головним героєм якого став, і не вважає, що режисер його якимось чином використав.

## Відзначення та нагороди
- 1979 — Гран Прі «Золотий Лайконік» на XIX Загальнопольському фестивалі короткометражних фільмів у Кракові (разом із фільмом Сім жінок різного віку[pl]).
- 1979 — Нагорода Міжнародної федерації кінопреси на XVI Міжнародному фестивалі короткометражних фільмів у Кракові.
- 1979 — Нагорода журі на Міжнародному фестивалі короткометражних і документальних фільмів у Ліллі.
- 1979 — «Срібна сестерція» на Міжнародному фестивалі документальних фільмів Visions du Reel у Ньйоні[3].